# Totuma

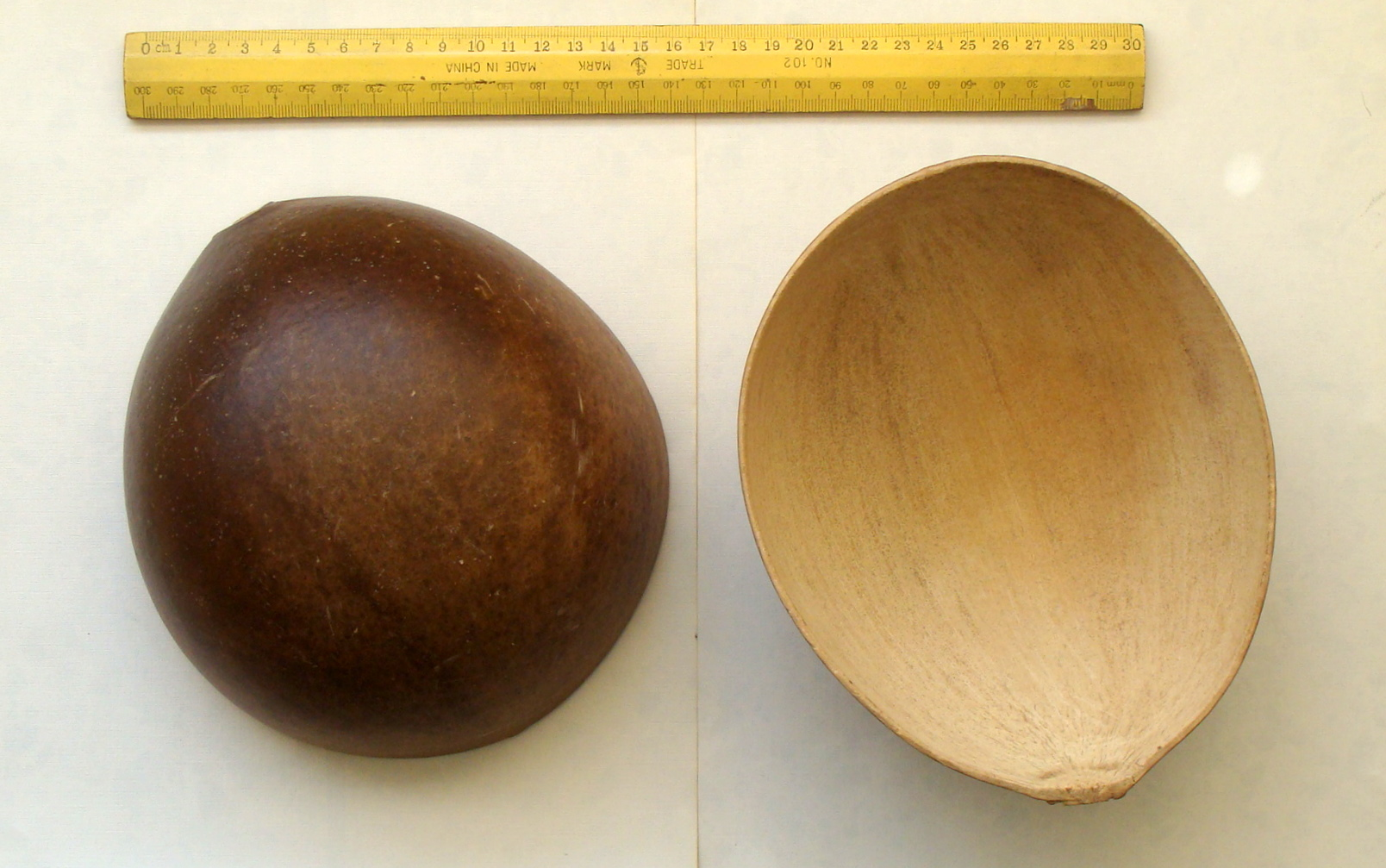
Totumas o huacales

El totumo, tutuma, tapara, mate, huacal o morro es una vasija de origen vegetal, fruto del árbol del totumo o taparo (Crescentia cujete) que en toda América central, Bolivia, Colombia, Panamá, Ecuador, Guyana, y Venezuela utilizan generalmente los pueblos originarios como implemento de cocina. Se usa para contener líquidos y sólidos, beber agua y otras aplicaciones. La palabra totuma viene del idioma chaima.

## GéneroCrescentiaL.
Los totumos son árboles pequeños hasta medianos de fruto hueco de colores verdes o cafés. Hojas simples o trifoliadas (en este caso, siempre simples), dispuestas en fascículos alternos, enteras, globuloso-resiníferas por la cara inferior, penninervias. Nudos prominentes. Inflorescencias de pocas flores (1-3) con pedúnculos que nacen de los nudos sobre los leños viejos, en otros casos, en las axilas de las ramas terminales, cáliz grande, caduco, profundamente 2-partido. Corola con el tubo muy ancho, dilatado y transversalmente plagado en su mitad inferior, glanduloso-piloso externamente 5-lobulada; lóbulos anchamente triangular-deltoideos y conspicuamente acuminados, irregularmente dentados. Estambres: 4, insertos debajo de la mitad del tubo, filamentos glabros; estaminodio: 1, muy pequeño. Disco grande. Ovario unilocular, óvulos muy numerosos sobre dos placentas parietales bilobuladas. Fruto indehiscente globoso u ovoide.

### Distribución

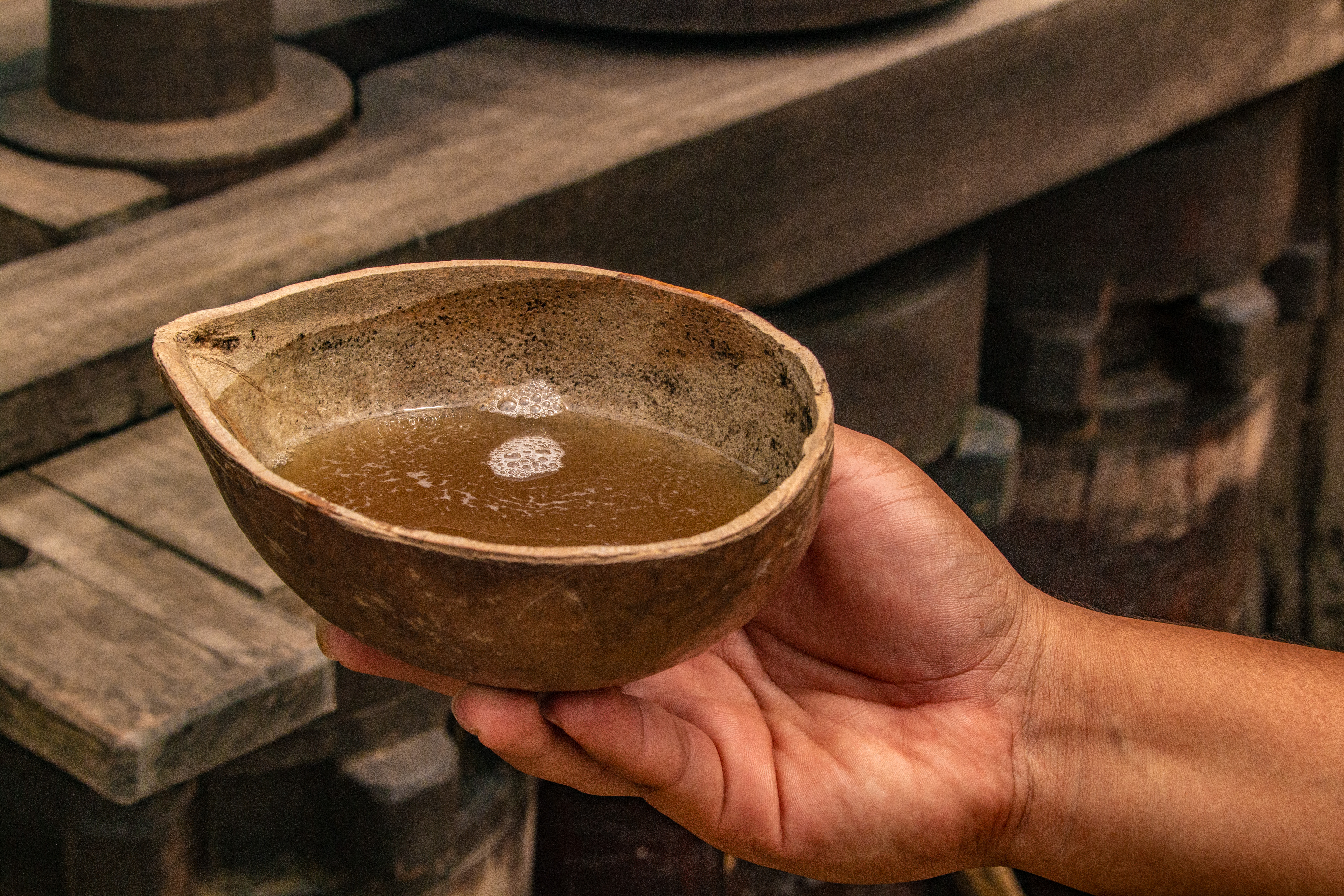
Tutuma con jugo de caña en Bolivia

Hay cerca de siete especies propias de América tropical, representadas en dos especies: Crescentia amazonica Ducke y Crescentia cujete L, ampliamente distribuidas en regiones de poca altitud de la América intertropical.
Las plantas del género Crescentia suelen ser ornamentales, y el fruto de ellas suele ser utilizado para fabricar envases (generalmente especies de vasos). Los indígenas de La Guajira comen las semillas de Crescentia cujete, previamente cocinadas bajo tierra. Nombre común: taparo, totumo.

## En la cultura popular
Fernando Calzadilla Valdés, en su obra Por los Llanos de Apure, hace referencia a un canto de ordeño (canto con el que se le llama a cada vaca por su nombre cuando va a ser ordeñada) en el que se hace referencia a que la totuma es una vasija opaca:

El que bebe agua en tapara / y se casa en tierra ajena / No sabe si el agua es clara / Ni si la mujer es buena / Yerbabuena, Yerbabuena.
Fernando Calzadilla Valdés

En 2006, la totuma fue nominada como símbolo cultural de Colombia en el concurso organizado por la revista Semana con el apoyo de Caracol TV, el Ministerio de Cultura y Colombia es pasión.